# Piaçabuçu (ort)
Piaçabuçu är en ort i Brasilien.   Den ligger i kommunen Piaçabuçu och delstaten Alagoas, i den östra delen av landet, 1 400 km öster om huvudstaden Brasília. Piaçabuçu ligger 6 meter över havet och antalet invånare är 9 861.
Terrängen runt Piaçabuçu är mycket platt. Närmaste större samhälle är Neópolis, 18,5 km nordväst om Piaçabuçu.
Omgivningarna runt Piaçabuçu är en mosaik av jordbruksmark och naturlig växtlighet.